# Chevrolet Chevrón

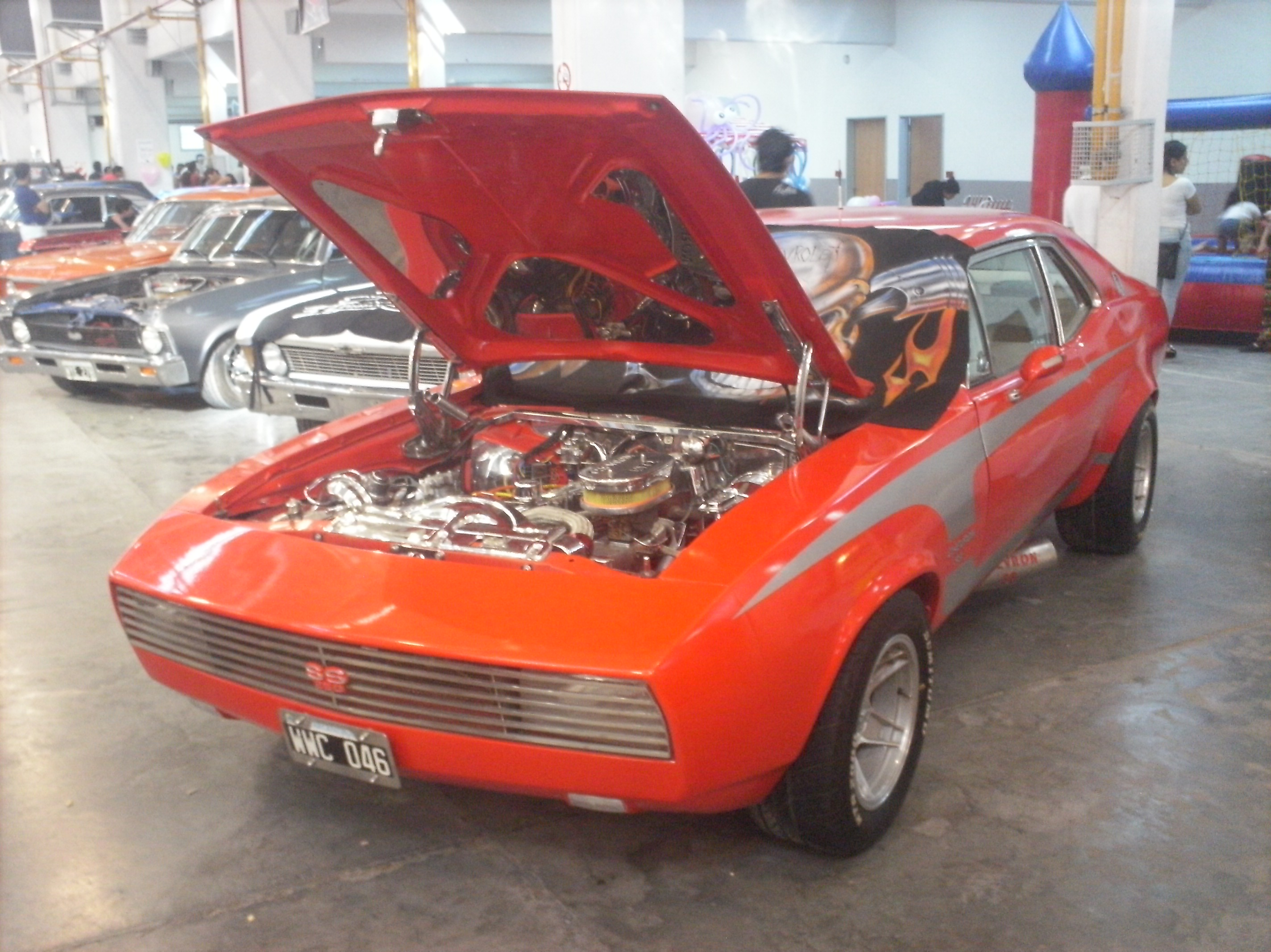
Coupé Chevron en exposición

El Chevrolet Chevrón fue un automóvil deportivo fuera de serie, fabricado en Argentina. En realidad, se trataba de una evolución del modelo Chevrolet Chevy de la General Motors de Argentina, realizada de manera exclusiva y a pedido por la concesionaria oficial de Chevrolet Grandío y López S. A. La idea de esta reforma fue la de presentar un vehículo completamente distinto y de prestaciones superiores al del Coupé Chevy. El nombre elegido obedece a que se trataba de un vehículo superior, denotando que al ser "Chevy" el diminutivo de Chevrolet, "Chevrón" hacía referencia a algo más grande.
Fue creado en 1972 y dejó de producirse en 1977. Sus prestaciones y su comportamiento al andar, tan similares, o incluso aun superiores al del Coupé Chevy original, hicieron que la casa matriz de General Motors le otorgara el certificado de garantía de fábrica, como si se tratara de un coche normal, salido de la línea de montaje de la localidad de San Martín (Buenos Aires).